# フォンフロワド修道院
フォンフロワド修道院（仏: Abbaye Sainte-Marie de Fontfroide）は、フランスのオード県ナルボンヌ市にあるシトー会修道院。当初はベネディクト会修道院だったが（1093年）、1144年から1145年にかけてシトー会修道院の一部となった。11世紀後半にはナルボンヌのエルマンガルドから、13世紀半ばにはオリヴィエ・ド・テルメから土地と現物の多額の寄付を受け、新しい建築物を建設することができた。アルビジョア十字軍の時代には、カトリック正統派の急先鋒として活躍した。14世紀には、その修道院長の一人であるジャック・フルニエが、ベネディクトゥス12世という名で教皇に選出された。1862年、修道院は歴史的建造物に指定された。現在、フォンフロワド修道院は「ヨーロッパ・シトー会修道院・遺跡憲章」のメンバーとなっている。

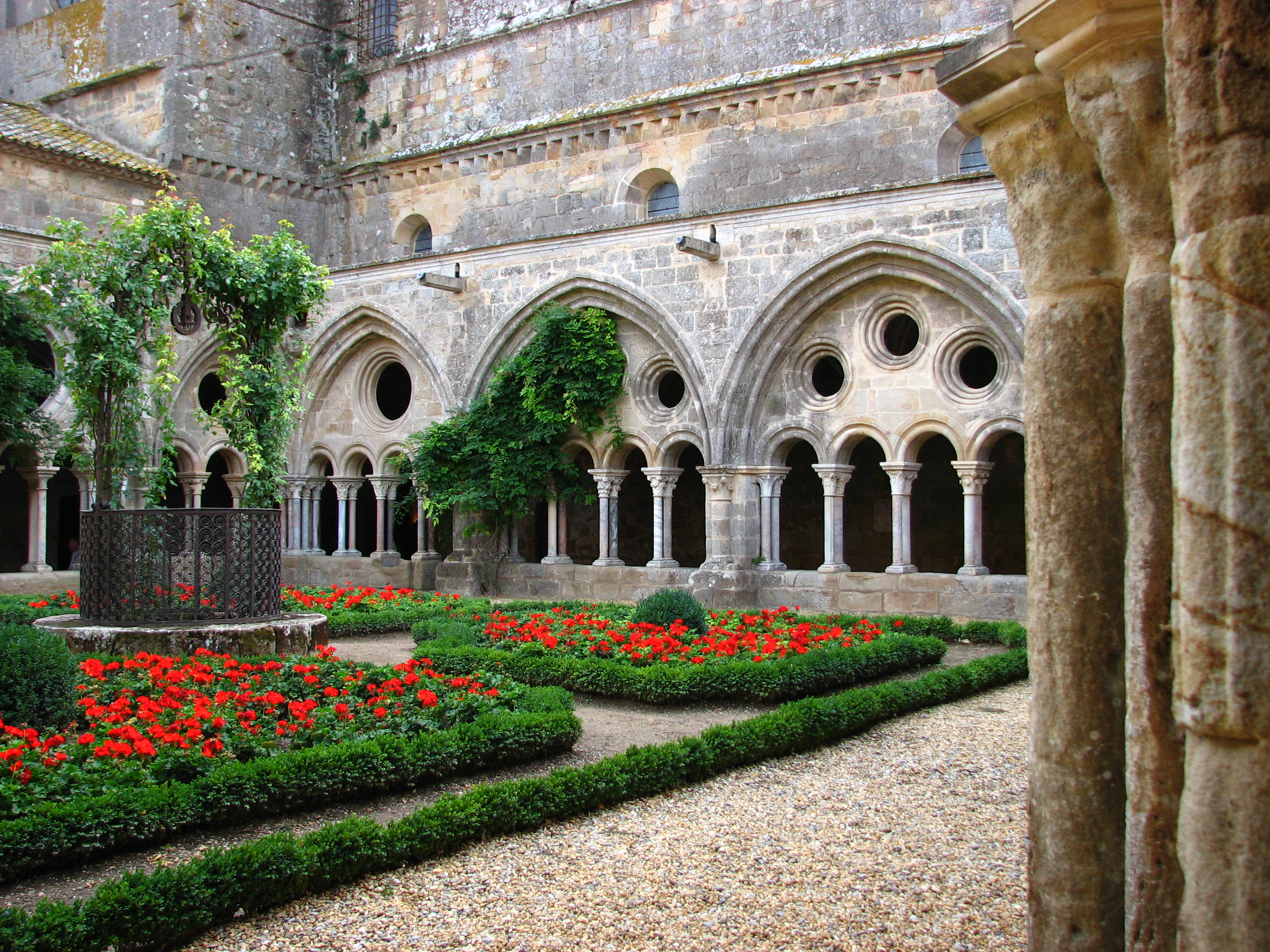
回廊

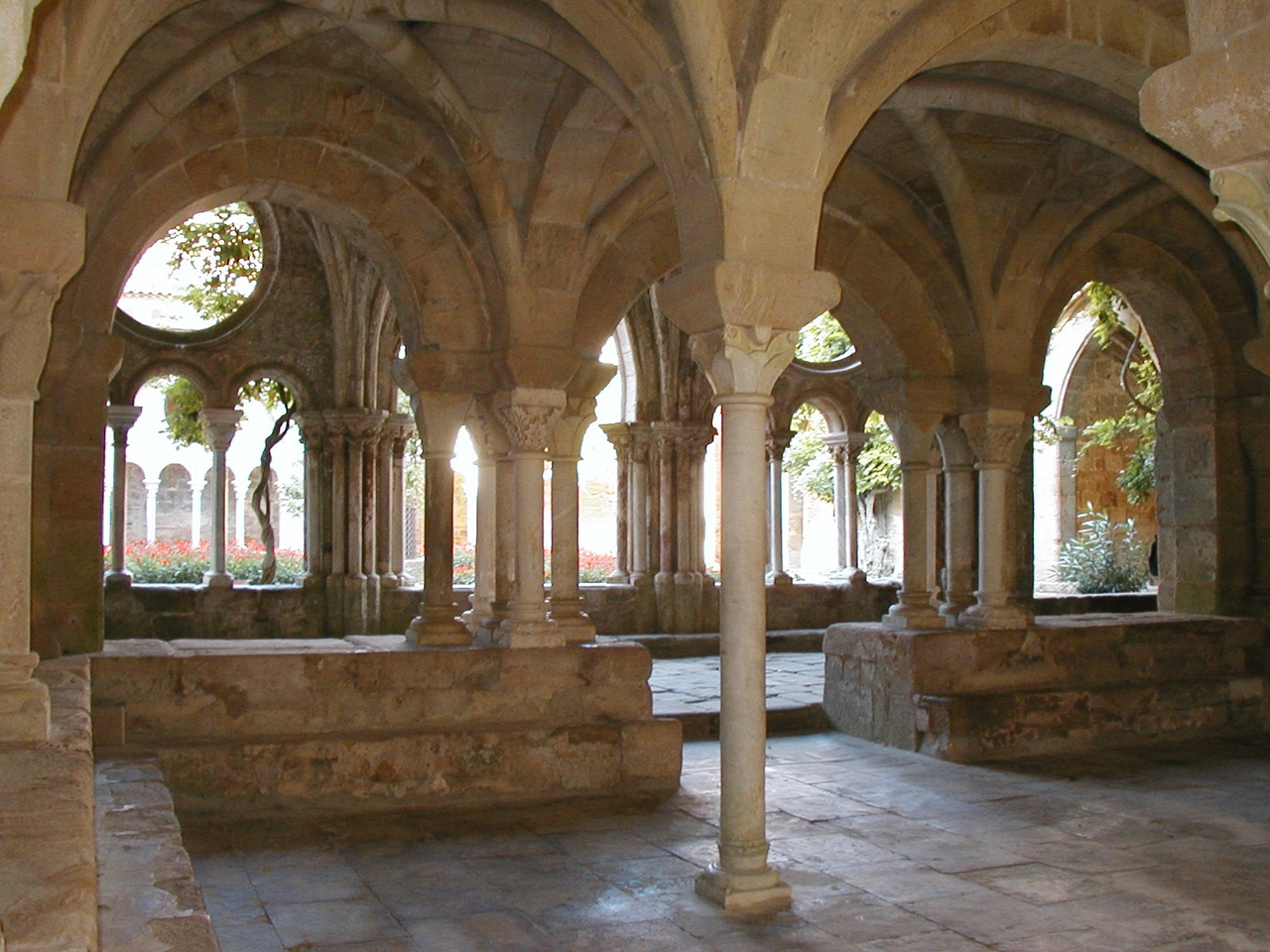
チャプターハウス(会堂、修道士の会合場所)

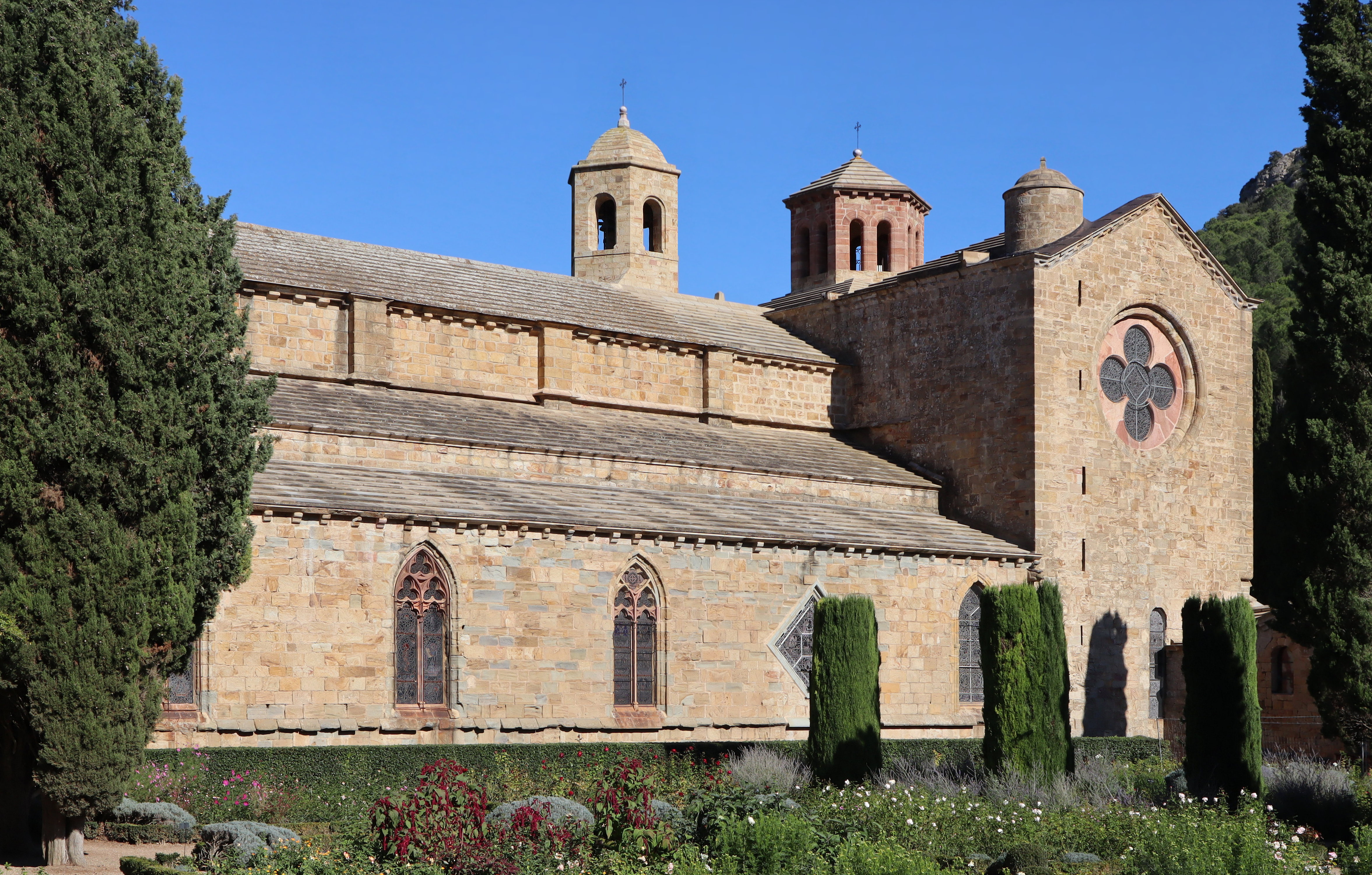
修道院教会

## 沿革
ナルボンヌの子爵アイメリック1世が、自分の土地であるフォンフロワドに修道士の共同体を設立することを許可する。コルビエール地方の山間部、小川の近くにある修道院である。名前の由来は、この小川の冷たい水（fons frigida）にある。修道院の紋章には噴水が描かれている。
11世紀、フォンフロワド修道院は、カトリック教会から異端とされたカタリ派との戦いの最前線にいた。1203年、フォンフロワドの修道士ピエール・ド・カステルナウは、教皇インノケンティウス3世から教皇公使に任命された。13世紀後半、修道院は、カトリック教会に対して犯した過ちを償うために、騎士オリヴィエ・ド・テルメから多くの寄付を受けた。特に、「死者の礼拝堂」に資金を提供した。
1791年のフランス革命により、修道士たちは離散した。19世紀半ば、シトー派のセナンク修道院の修道士が修道院を再建。サンティアゴ・デ・クーガの前大司教である聖アントニオ・マリア・クラレは、反教権的なスペイン政府によって追われた際、ここに避難し、1870年10月24日に死去した。1901年、第三共和政の政教分離法によって、修道士たちは再び追放され、スペインへの亡命を余儀なくされ、修道院は放棄された。
建築学的に大変興味深い建物は、1908年に画家で実業家のギュスターヴ・フェイエとマドレーヌ・フェイエ・ダンドク夫妻が競売においてアメリカ人収集家を上回る価格で落札し、この建物が解体されアメリカに運ばれることを防ぎ、個人の手に渡った。夫妻は何年もかけて修道院の修復を行い、自分たちの芸術プロジェクトの中心としてこれを活用した。
修道院の敷地と建物は現在もフェイエ夫妻の子孫の私有財産であり、今日、フランスのアペラシオン制度のもとで、AOCコルビエール品質のワインがここで生産されている。また小さな農場、書店、レストランが有り、有料で観光客を受け入れている。